# Stufato d'asino
Lo stufato d'asino è un secondo piatto tipico di Lombardia, Veneto e del ferrarese. In Veneto viene anche chiamato "Spessatin de musso".

## Le origini
Nel XIX secolo lo stufato costituiva il piatto di carne della domenica nel periodo invernale. Era anche la pietanza che, per le sue particolari modalità di cottura, era possibile trovare sempre pronta nelle osterie della Lombardia. Generalmente si preparava con il manzo, ma si usavano anche i tagli più fibrosi ricavati dalla macellazione dell'asino o del cavallo. La stufatura (o la brasatura, ottenuta appoggiando le braci accese sopra il coperchio del tegame) durava spesso 8-10 ore e rendeva morbida e sugosa una carne non particolarmente tenera. Infatti, lo stufato fa parte della categoria di carni "stracotte", tipiche della bassa pianura padana.

### Preparazione
Condire la carne con aglio e lardo. Legarla e infarinarla lievemente. In un tegame, far soffriggere l'olio extravergine di oliva con del burro e aggiungere la carne. Farla cuocere bene sui lati e bagnarla con il vino. Unire le verdure e le spezie. Bagnare la carne con il brodo e sottoporre a cottura lenta per circa 4 ore. A cottura finita, togliere la carne e setacciare le verdure. Fare addensare il sugo e renderlo cremoso. Tagliare la carne in piccoli bocconcini, ricoprirla con il suo sugo e metterla in tavola con polenta o patate. Nella cultura veneta, viene servito con pane fatto in casa chiamato "schissotto".